# André Léon Galtié
André Léon Galtié (n. 26 februarie 1908, Toulouse, Franța – d. 4 august 1983, Briançon, Provence-Alpes-Côte d'Azur, Franța) a fost un gravor și medalist francez. 

## Biografie
A obținut, în 1944, medalia de argint la Salon des artistes français.